# Lovtal
Lovtal, lat. Encomium, gr. enkomion, är det retoriska begrepp som används för att beskriva den del av genus demonstrativum, talgenren för uppvisningstal, som framhåller och hyllar goda egenskaper hos någon eller något. Denna genre kallas ofta panegyrisk. Lovtalet var under antiken den vanligaste formen av genus demonstrativum och det var dessutom en av antikens största litterära genrer. Det latinska ordet är laudádio eller laus. Övningen lovtal är den åttonde övningen i Afthonius progymnasmata.

## Begreppshistoria
Ett panegyriskt tal kan också definieras som "ett formellt publikt tal", eller i senare innebörd även "en skriven vers, levererad i högtidlig ton tillägnad en person eller sak". Hyllade personer i det gamla Grekland var vanligtvis högutbildade och berömvärda. Det var en allmänt hyllad person som ej förväntade sig att bli kritiserad. Inom retoriken är ett vanligt drag att tala å andras vägnar och ofta var det mångas hyllning som retorikern satte ord på. Ordet panegyrik kommer från grekiskans panegyris (festförsamling) och betyder ungefär ”passar för en allmän samling”. I Aten var såna tal levererade på nationalfestivaler eller spel, med objektet omtalat så invånarna skulle få glorifierad berömmelse till förfäderna.
Det grekiska ordet för lovtal, enkomion, har sitt ursprung från den tid då det sjöngs i trånga gränder, komai. Afthonius härleder ordet enkomion från kome, som betyder gränd eller stadsdel. I den grekiska körlyriken betecknade enkomion den lovsång som framfördes till segrarens ära, men så småningom blev ordet en beteckning av genren lovtal. Theon gör däremot en korrekt härledning av ordet från kosmos, den skara som gladeligen firade en seger vid en tävling eller de som sjöng till gudarnas ära. De båda härledningarna från kosmos, gränd, respektive komai, de som firade en seger, kan dock relateras till varandra eftersom segerfirandet ofta skedde i gränder.

## Tillfällen för lovtal
Det finns många tillfällen då det kan passa att utforma sitt anförande utifrån lovtalets ramar. Orsaken till att talgenren även kallas uppvisningstal är att talaren i denna taltyp kan visa upp och framhålla, såväl sin egen skicklighet i retorik som de goda egenskaper han tillskriver och belyser hos det han hyllar. Denna typ av tal kan exempelvis framföras på middagsbjudningar eller andra högtidsevenemang såsom bröllop, begravning eller femtioårskalas. Lovtal kan även hållas under exempelvis minnesceremonier, invigningar och andra tillfällen när någonting speciellt ska firas. 

## Ämnen för lovtal
Genren omfattar hyllningar av vitt skilda ämnen, dels levande varelser såsom exempelvis människor, djur och växter, men även döda ting som tider, platser och företeelser. I stort sett kan det mesta vara föremål för en hyllning genom ett lovtal. Dock bör man skilja lovtalet dels från hymnen och dels från lovprisningen. Hymnen tillägnas gudar, medan lovtalet tillägnas människor eller mänskliga ting. Lovprisningen är kort, medan lovtalet utformas utifrån en viss mall efter konstens alla regler. Lovtalet ska ge en saklig beskrivning av det hyllade objektet. 

## Handböcker och lovtalets topiker
Eftersom genren är mycket vanlig har flera handböcker inom ämnet författas. 
I Afthonius progymnasmata, den retoriska övningsboken, berättas om olika topiker eller huvudsakliga ämnesområden för att hjälpa talaren att finna material till sitt tal. Dessa områden eller topiker kan användas med fördel i inventiofasen för att samla stoff till talet. När man sedan sätter samman egenskaperna till en disposition får man göra ett urval och listorna är inte meningen att följa slaviskt. Dessa områden är inledning, härkomst, uppväxt, livsgärning, jämförelse, avslutning. 
Inledningen, prooimion,  syftar till att väcka intresse och välvilja. Ofta liknar inledningarna varandra och utgår till exempel från släktingar eller någonting ur situationen. Inledningen bör vara anpassad till ämnet för lovtalet, både innehållsmässigt och stilmässigt. 
Härkomsten, genos, är lovtalets andra del där talaren berättar ursprunget för den hyllade. Det kan exempelvis vara att han haft framgångsrika föräldrar eller att han är född i en rik släkt. Om så inte är fallet, kan talaren peka på detta och mena att han trots dåliga förutsättningar nått långt. 
Uppväxten, anatrofé, är fortsättningen på härkomsten och syftar till att visa hur den hyllade har förvaltat sitt arv. Här kan man tala om vägval i livet och om förmågor den hyllade har skaffat sig under uppväxten. Här kan man även tala om yrkesval, färdigheter och sedvanor, d.v.s. om man följde lagen eller lät sig mutas. 
Livsgärningen, praxis, är den viktigaste av lovtalets huvudpunkter eftersom det har att göra med hur den hyllade personen har förvärvat egenskaper på egen hand. Sinnelag(själ), kropp och livsöde är ämnen som kan behandlas under denna punkt och varje ämne kan delas till flera underämnen. Sinnelag eller själ beskriver den hyllades psyke och kan exempelvis bestå av mod och förstånd, kropp består av mer fysiska kvaliteter som skönhet snabbhet och styrka, livsöde handlar om saker som personen själv kunnat påverka som givit honom makt rikedom eller vänner. 
Jämförelsen, synkrisis, syftar till att uppnå en stegring genom att förstärka den hyllade personens heder. Genom att ställa någon annan i kontrast till den hyllade kommer den hyllade att framstå som överlägsen. 
Avslutningen, epilogos,  är den sjätte och sista punkten i lovtalet. Denna bör hållas kort och i denna del kan talaren sammanfatta och be åhörarna eller gudarna om välgång för den prisade personen. Många grekiska och latinska lovtal avslutades så.   
Menander Rethor skrev på 300-talet handboken Peri epideiktikon där han tar upp riktlinjer för var stoff till lovtalet kan hämtas. Hans indelning är den lovtalades hemland, familj, födelse, utbildning och hans gärningar i krig och fred.   
Dessa topiker bör inte följas slaviskt. Om någonting inte passar in bör det strykas, om någonting saknas bör det tillföras. 
Som tidigare nämnts finns många tillfällen att hålla ett lovtal. Följande regler kan vara bra att tänka på i alla slags hyllningstal. (Fritt efter Kurt Johannessons ”Tala väl”) 
- Använd ”Vi” i talets början och slut, för att visa att du inte bara talar å dina vägnar utan även andras. I mitten kan man vara mer personlig.
- Försök hitta någonting typiskt, ovanligt och märkligt hos den/ det du vill hylla för att beskriva det som karaktäriserar dess personlighet.
- Försök välj konkreta exempel.
- Ta alltid hänsyn till åhörarna och vad de förstår och uppskattar.

## Talsamlingar och andra exempel på berömda lovtal

### Antika exempel

#### Rom
Under senantiken skrivs XII panegyrici Latini, en samling av tolv latinska lovtal. Med ett enda undantag är detta ett arbete av galliska talare och retoriklärare verksamma under 300- och 400-talen.Det enda undantaget gäller ett tal från år 100, Pangyrus, som Plinius den yngre höll. Detta tal är ett hyllat och ofta använt exempel på latinska lovtal. Detta installationstal hölls i senaten när Plinius den yngre blev konsul och är en hyllning över Troja. 
Under 200- och 300-talen blev det vanligt att fira ledares dygder och framgångar i regeringsväldet, vid formella evenemang. En vällevererad och elegant panegyrik kom att bli ett verksamt verktyg för en ung man att skaffa sig uppmärksamhet.

#### Grekland
Det mest berömda lovtalet på grekiska är förmodligen Romtalet över Aelius Aristides. Den antika filosofen Gorgias skrev omkring 425 f.Kr. Lovtal över Helena som dels är en hyllning, men kanske framför allt ett försvarstal. Det visar att det kan vara svårt att skilja lovtal från andra genrer inom retoriken. Den mest berömda är Gorgias och Lysias och Isocrates. Också begravningstal tillhör denna genre och där var till exempel Pericles av Thucydies ett berömt exempel.

#### Bibliskt exempel
Höga visan ur bibeln är i själva verket omväxlande ett lovtal till mannen och omväxlande ett lovtal till kvinnan. 

#### Nutida exempel
Idag förekommer många lovtal och hyllningar. Nedan följer några exempel: 
- Den franske författaren Barbusses lovtal till Stalin som den ”störste och mest betydande av alla samtida … En lysande och precis man … en människa med en vetenskapsmans hjärna, en arbetares ansikte och en enkel soldats dräkt” [1]
- All typ av reklam är mer eller mindre ett slags lovtal som hyllar de goda egenskaperna hos produkten eller tjänsten.
- Göran Perssons tal till minne av Anna Lindh

http://www.socialdemokraterna.se/Vart-parti/Var-historia/Anna-Lindh/Minneshogtid/Tal-av-Goran-Persson/
- De flesta tacktal till nobelpriset

## "Falsk som en festtalare"?
August Strindberg beskyllde någon gång talare inom denna genre för att hålla tal utan substans och förankring. Detta är han inte ensam om, för redan Cicero kommenterade genren som falsk och även Isidor av Sevilla kallade lovtal för "en ond härstamning från grekerna" och menade att genren var påhittad bara för att skapa moln av lögner.
För att undvika att hyllningen ska mynna ut i floskler och tomma ord kan talaren försöka åskådliggöra de hyllade egenskaperna, genom att visa på konkreta exempel hur egenskaperna använts och utnyttjats.